# Skol Beats
Skol Beats foi um festival anual de música eletrônica que era realizado em São Paulo promovido pela marca de cerveja Skol. Foi o maior festival de música eletrônica da época no Brasil. A primeira edição ocorreu em 2000. A última edição ocorreu em 2008.
O evento caracteriza-se por tentar cobrir os principais estilos de música eletrônica, como trance, house, jungle, techno, electro e breakbeat, trazendo produtores nacionais e internacionais consagrados e revelações em cada um desses estilos.

## Edições
- Poucos artistas tocaram em todas as edições do Skol Beats até 2008. São eles: Anderson Noise, Mau Mau, DJ Andy, DJ Marky e DJ Patife.[5]
- As duas primeiras edições do festival, ocorriam basicamente entre três capitais: São Paulo, Rio de Janeiro e Curitiba. A partir de sua terceira edição, em 2002, o festival passou a se concentrar somente na capital paulista.[6]
- Entre 2000 e 2002, em São Paulo, o festival era inicialmente realizado no Autódromo de Interlagos. A partir de 2003, o evento passou a ser realizado no Sambódromo do Anhembi, até a sua ultima edição em 2008.[7][8]

- Skol Beats 2000
- Skol Beats 2001
- Skol Beats 2002
- Skol Beats 2003
- Skol Beats 2004
- Skol Beats 2005
- Skol Beats 2006
- Skol Beats 2007
- Skol Beats 2008